# Clap Hands, Here Comes Charlie!
Clap Hands, Here Comes Charlie! (с англ. — «Хлопайте в ладоши, к нам идёт Чарли!») — двадцать третий студийный альбом американской джазовой певицы Эллы Фицджеральд, выпущенный на лейбле Verve Records в 1961 году под студийным номером Verve V-4053. В записи пластинки принимал участие квартет Лу Леви.
В 1989 году Verve-PolyGram перевыпустили запись в формате CD под студийным номером Verve-PolyGram 835 646-2, в новую версию вошли три дополнительных трека.

## Список композиций
| №                   | Название              | Текст песни         | Музыка                                    | Длительность |
| ------------------- | --------------------- | ------------------- | ----------------------------------------- | ------------ |
| 1.                  | «A Night in Tunisia»  | Фрэнк Папарелли     | Диззи Гиллеспи                            | 4:06         |
| 2.                  | «You’re My Thrill»    | Джей Горни          | Сидни Клэр                                | 3:35         |
| 3.                  | «My Reverie»          | Ларри Клинтон       | Клод Дебюсси                              | 3:16         |
| 4.                  | «Stella by Starlight» | Нед Вашингтон       | Виктор Янг                                | 3:17         |
| 5.                  | «’Round Midnight»     | Берни Ханиген       | Телониус Монк, Кути Уильямс               | 3:28         |
| 6.                  | «Jersey Bounce»       | Бадди Фейн          | Тайни Брэдшо, Эдди Джонсон, Бобби Плейтер | 3:33         |
| 7.                  | «Signing Off»         | Джимми Кембелл      | Рэг Коннелли                              | 3:45         |
| Общая длительность: | Общая длительность:   | Общая длительность: | Общая длительность:                       | 25:00        |

| №                   | Название                                 | Текст песни                    | Музыка              | Длительность |
| ------------------- | ---------------------------------------- | ------------------------------ | ------------------- | ------------ |
| 8.                  | «Cry Me a River»                         | Артур Гамильтон                | Артур Гамильтон     | 4:13         |
| 9.                  | «This Year’s Kisses»                     | Ирвинг Берлин                  | Ирвинг Берлин       | 2:14         |
| 10.                 | «Good Morning Heartache»                 | Эрвин Дрейк                    | Ирен Хиггинботам    | 4:17         |
| 11.                 | «(I Was) Born to Be Blue»                | Мел Торме                      | Роберт Уэллс        | 2:42         |
| 12.                 | «Clap Hands! Here Comes Charley!»        | Баллард Макдональд, Билли Роуз | Джозеф Мейер        | 2:41         |
| 13.                 | «Spring Can Really Hang You up the Most» | Фрэн Ландесман                 | Томми Вульф         | 6:13         |
| 14.                 | «The Music Goes Round and Round»         | Рэд Ходжсон                    | Майк Райли          | 2:27         |
| Общая длительность: | Общая длительность:                      | Общая длительность:            | Общая длительность: | 24:47        |

| №                   | Название                                                            | Текст песни         | Музыка              | Длительность |
| ------------------- | ------------------------------------------------------------------- | ------------------- | ------------------- | ------------ |
| 15.                 | «The One I Love (Belongs to Somebody Else)» (Previously unreleased) | Гас Кан             | Ишам Джонс          | 2:12         |
| 16.                 | «I Got a Guy» (Previously unreleased)                               | Мэрион Саншайн      | Мэрион Саншайн      | 3:43         |
| 17.                 | «This Could Be the Start of Something Big» (Previously unreleased)  | Стив Аллен          | Стив Аллен          | 2:43         |
| Общая длительность: | Общая длительность:                                                 | Общая длительность: | Общая длительность: | 8:38         |

## Участники записи
- Элла Фицджеральд — вокал.
- Лу Леви — фортепиано.
- Херб Эллис — гитара.
- Джо Мондрагон — бас-гитара.
- Уилфред Мидлбрукс — контрабас.
- Гас Джонсон — барабаны.